# Nobleza de Rusia

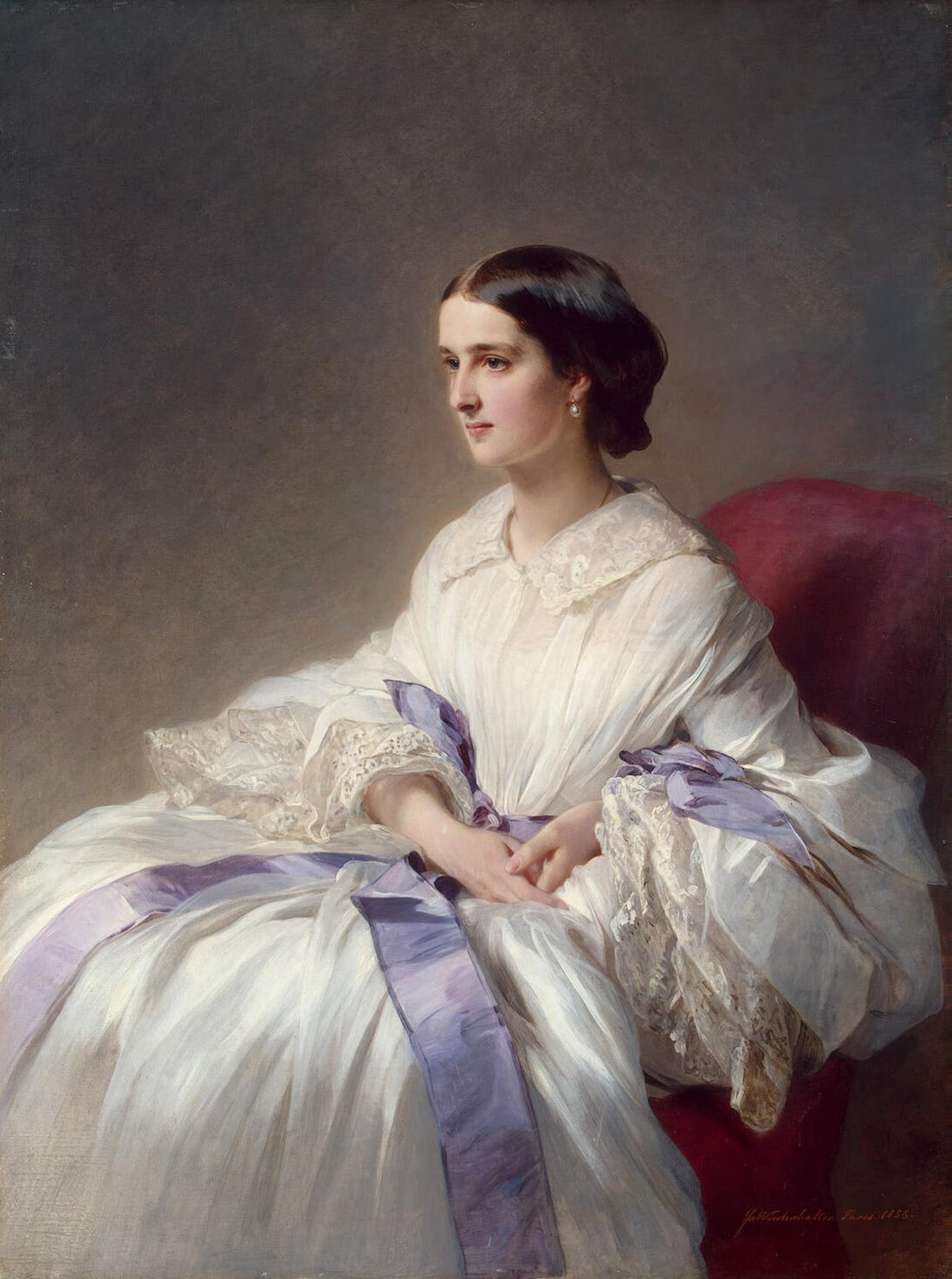
Franz Xaver Winterhalter, Condesa Olga Shuválova, 1858. Museo del Hermitage.

La nobleza rusa (en ruso: дворянство, dvorianstvo) aparece como clase social diferenciada en el siglo XII. La palabra дворянство proviene del término двор, dvor, que designa la corte de un príncipe, y más tarde, del zar. En Rusia, la nobleza corresponde a un estatus, el de la aristocracia, pero la concesión de este estatuto no está asociado a un título nobiliario desde el reinado de Pedro el Grande.
La nobleza ejerció un papel considerable en la historia de Rusia hasta la revolución de octubre de 1917.

## Historia
La historia de la nobleza es una sucesión de luchas de influencia entre los soberanos rusos y esta clase social, sembrada de asesinatos, de golpes de Estado y de ucases. No existe una evolución lineal del estatuto de nobleza en Rusia.
Cabe tener en cuenta la existencia de dos grandes situaciones: antes y después del reinado de Pedro el Grande. Las aportaciones de este zar al funcionamiento de la nobleza son tales que modificaron las estructuras de la sociedad rusa hasta la revolución de 1917.

### DelsigloIXalXII
La Rusia que existe hoy es de aparición tardía (mediados del siglo XVI-siglo XVII). EL principal estado que la precedió y que estaba en el corazón de su origen político es la Rus de Kiev, poderoso principado medieval eslavo aparecido, según la tesis oficial, en el año 860 y desaparecido en el siglo XII.
Fundado por los varegos, y más precisamente por la dinastía ruríkida, este Estado se apoyaba en dos territorios principales: el principado de Kiev (actual Ucrania), y el principado de Nóvgorod (actual Rusia). Con el paso del tiempo, el Estado de Kiev se extendió sobre otros territorios: el principado de Smolensk, el principado de Pólatsk, el principado de Galitzia-Volynia, el principado de Pereyáslavl, el principado de Chernígov, y el principado de Vladímir-Súzdal.
Heredero de las tradiciones varegas, el Estado de Kiev funcionaba según un principio feudal. El principado de Kiev, controlado por el gran príncipe (Великий князь), estaba a la cabeza de todas las otras regiones. Su territorio estaba compuesto por la ciudad de Kiev y las ciudades de los alrededores. Los otros territorios del Estado estaban controladas por los parientes del gran príncipe, que hasta el siglo XI no llevan un título particular. Cada "pariente" pagaba un tributo al principado, que controlaba las relaciones exteriores y la política militar del Estado. Se halla aquí el gran esquema feudal, que será siempre el corazón de la política rusa.

#### La corte
Es a partir del siglo IX que se ve aparecer la noción de corte, alrededor de los grandes príncipes de Kiev. Los principales consejeros del príncipe, salidos de la antigua clase de los hombres libres varegos, comienzan a organizarse como casta, sin, por el momento tomar el título específico.

#### Los boyardos
A medida que la organización de la corte se acelera, la clase que la compone se organiza igualmente. El principal recurso financiero del principado de Kiev es el tributo entregado por los otros principados enfeudados. La princesa Olga de Kiev, en el siglo X, pone en práctica una nueva organización territorial dividiendo el conjunto del Estado en unidades administrativas, las poliudie. Estas entidades administrativas son similares a las prefecturas, tienen competencia a la vez fiscal y militar con una cierta independencia del poder central. El Estado de Kiev se halla pues a partir del siglo X dividido en regiones con un miembro de la familia principesca a la familia y en poludie, unidades administrativas.
A la cabeza de estas entidades administrativas, el poder central sitúa a personas de confianza salidas de la corte, que se convertirán en los principales colaboradores del príncipe. Así nació la clase de los boyardos (Бояре).

#### El hundimiento del Estado de Kiev
Esta federación de territorios bajo la autoridad del Principado de Kiev comenzó a disolverse a partir de mediados del siglo XI, bajo el impulso de las diferentes regiones exteriores que comenzaron a desligarse del Principado de Kiev.
Es así que los diferentes principados comenzaron a ver la luz: el principado de Smolensk, el principado de Galicia-Volinia, el principado de Cherníhiv y el principado de Rostov-Súzdal. Cada nuevo príncipe conservó el sistema vigente y así los boyardos, que pasaron del rol de administrador al servicio del poder central al de consejero de los diversos príncipes rusos. Imponiendo a sus descendientes en la relación de confianza que tienen con el príncipe, los boyardos comenzarán a dar a luz la primera clase noble de Rusia, que cobrará importancia a medida que el poder del principado de Kiev disminuye.

#### Los siervos
La servidumbre en Rusia está directamente surgidas de las antiguas prácticas varegas, notablemente en lo concerniente a los prisioneros de guerra. Estos últimos no se convertían en esclavos como se entienden hoy. Su condición humana no era negada y no estaban del todo sometidos a la merced del amo.
Era una categoría de población sin derechos políticos o sociales, sin propiedades económicas o territoriales, trabajando por cuenta de un hombre libre.
Los siervos, directamente salidos de esta categoría de población, tomaran todos los atributos y serán progresivamente ligados a la tierra que explotan, siendo entonces propiedad de su señor (aunque la noción de señorío no tiene sentido en Rusia).

### El estallido del Rus de Kiev
A partir del siglo XIII, la Rus de Kiev se hunde y todas las antiguas regiones toman su independencia. Cada príncipe toma entonces el título de gran príncipe en referencia al dirigente del principado de Kiev, y se rodea de boyardos.
Debe tenerse en cuenta que los grandes príncipes están todos emparentados y descienden de los ruríkidas, como buena parte de sus boyardos.

#### Vladímir-Suzdal
El antiguo principado de Rostov-Súzdal es renombrado a partir del siglo XII como Vladímir-Súzdal, por el nombre de uno de sus dirigentes (Vladímir I). Su capital se hallaba en Veliki Rostov (la Grande).
De todos los principado salidos del hundimiento de la Rus, este fue el más poderoso. Conservará el funcionamiento de clases de la Rus (el kniaz y sus boyardos), la clase de hombres libres y los siervos. En 1272, se escinde en dos, a continuación de la sucesión de Alejandro Nevski: principado de Vladímir-Súzdal y principado de Moscú.

#### La república de Nóvgorod
Al norte, el principado de Smolensk se vio dividido en dos territorios diferentes: el principado de Smolensk, y más al norte, la república de Nóvgorod, centrada en su capital epónima, fue fundada por los boyardos enviados por el estado de Kiev a administrar este territorio.
Quisieron desde entonces proclamar una república teocrática con la veche (вече) a la cabeza, la asamblea de la república, que reunía a la población urbana y a los campesinos libres. La Asamblea elegía de entre los boyardos a tres individuos: al arzobispo de Nóvgorod, a la vez jefe político y religioso de Nóvgorod, siendo el mayor terrateniente; al posádnik, especie de primer ministro; y a los týsiatski, comandantes militares de la república. Nóvgorod estaba así dotada de una clase noble que no estaba fundamentado por el sistema feudal, sino igualitario.

#### El Rus de Gálych-Volodímir
A raíz del hundimiento de la Rus a principios del siglo XII, el oeste del territorio, fronterizo con Polonia se dividió en dos principados, principado de Galitzia y el principado de Volodýmir, que se unieron en el principado de Galitzia-Volinia.
A pesar de su nombre, es un reino que ve a su primer rey, Daniel de Galitzia coronado en 1253. Es el estado más poderos de Rutenia (notablemente porque controla Kiev a partir de mediados del siglo XII), y no tiene la competencia de Nóvgorod y Vladímir-Súzdal, que están bastante al norte.
Su funcionamiento sigue bastante próximo al que tenía la Rus de Kiev y su clase noble sigue en un sistema jerarquizado entre el rey y sus boyardos.

### Los siglosXIIIyXIV
La nobleza rusa, a partir del siglo XIII, conocerá profundas mutaciones, debidas a los cambios políticos que afectarán a los principados salidos de la disolución de la Rus de Kiev.
El cambio más notable será en el reino de Galitzia-Volinia, donde, a partir del siglo XIV, es objeto de la codicia en el norte del gran duque de Lituania Gediminas y del rey Casimiro III de Polonia. En 1352, el reino cesa de existir y se reparte en tres territorios: la mayor parte recaerá en el rey de Polonia, los territorios más al norte en Lituania y los territorios moldavos formaran el principado independiente de Moldavia.
Es así como el centro de la antigua Rus de Kiev recibe la influencia de la sociedad polaca y notablemente en el funcionamiento de la nobleza, lo que marcará profundamente la nobleza rusa.
Inicialmente, desde el siglo X, el reino de Polonia dispone de títulos de nobleza (príncipe, conde, barón y señor) que no existían en Rusia, funcionan de diferente manera que los boyardos. Se compone de dos clases: los magnates (alta nobleza), que concentran la mayor parte de los títulos y riquezas, y la pequeña nobleza. Los magnates tienen el derecho de ennoblecer e introducir a personajes en la pequeña nobleza
Asimismo, la nobleza polaca funciona por un sistema de clanes. Cada familia de los magnates forma un clan, pero a diferencia de los clanes escoceses, sus miembros no tienen vínculos familiares, sino relaciones de subordinación generalmente económica. Todos los miembros de un mismo clan utilizaban el mismo blasón, generalmente surgido de un antiguo clan de los tiempos de los polanos (antes del siglo X).
Una política de asimilación cultural, a menudo forzada, de los boyardos y de las poblaciones indígenas (principalmente los cosacos), propagará las nociones de la nobleza polaca hasta el corazón de Rusia.
Paralelamente, los principados de Vladímir-Súzdal y Moscú y sus grandes príncipes ganan crecientemente importancia a la vez que sus boyardos obtienen prerrogativas, convirtiéndose en la clase dominante de la población a partir del siglo XIV, formando la clase de los sluzhilyj (служилых) y reformando el antiguo sistema feudal. De ese modo, los grandes príncipes de Vladímir dan a los boyardos, cargos específicos, políticos y económicos, de modo que la administración de territorios enteros recae bajo su autoridad.
El aumento de poder de Moscovia hizo nacer tensiones entre la república de Nóvgorod, Vladímir-Súzdal y Moscú, que creció rápidamente a costa del segundo principado.
A partir de inicios del siglo XIII la Horda de Oro, un imperio mongol, invadió los territorios centrales de Rusia hasta Ucrania, concurriendo con los polacos en la influencia de la parte occidental de Rusia. El centro y sur de la actual Ucrania, el Cáucaso y el sur de la actual Rusia quedaron sometidos a la autoridad de la Horda de Oro.
A pesar de esta invasión y en razón del papel periférico de los principados rusos para los mongoles, la población local no fue muy influenciada por las tradiciones de la Horda de Oro, que se contentaba con recibir un tributo con los príncipes rusos como intermediarios.

### Los siglosXVyXVI
Las tensiones alcanzan su punto álgido en el norte de Rusia, y Moscú absorbe a Vladímir-Súzdal en 1362 con Dmitri Donskói. A partir de Iván III, el estado moscovita es federado. Obliga a los antiguos gran príncipes salidos de la Rus de Kiev y de las diversas escisiones sucesivas que deseaban su independencia a reconocer su autoridad, engrandeciendo el sistema feudal ya existente y creando una nueva categoría de nobles, los kniaz. De ese modo controla todos los principados de la Rus de Kiev, a excepción de Galitzia, en manos de la Horda de Oro.

#### Kniaz
El término kniaz (князь) tiene dos traducciones al español: príncipe o duque. Por ello se habla del Gran Ducado de Moscovia. La traducción más precisa es príncipe, por lo que se hablará de gran príncipe y no de gran duque. Este término existía ya en el tiempo de la Rus de Kiev, pero había desaparecido a raíz de su escisión pues todos los príncipes independientes habían tomado el título de gran príncipe, emulando al gran príncipe de Kiev. A partir de Iván III, todo retoma su lugar, pues los antiguos grandes príncipes que juran fidelidad a Iván pierden el uso del término veliki (gran), que será reservado a los príncipes moscovitas.
Se establece un nuevo sistema feudal, en el que el gran príncipe de Moscú dirige efectivamente su principado y recibe los homenajes de los príncipes vasallos, que le juran obediencia. Los kniaz se sitúan por encima de los boyardos en la corte de Iván III, lo que motiva que se traduzca como duque al modo de las corte europeas del fin del periodo feudal. Su poder superaría al de estos. Los kniaz se integrarían en la clase de los boyardos moscovitas, y, además, se crearían nuevos kniaz que no serían surgidos de los antiguos soberanos de la Rus de Kiev.

#### Los boyardos
Con la integración de los nuevos territorios y de los príncipes anteriormente soberanos, la clase de los boyardos es reorganizada para establecer una jerarquía que permitiera distinguir a los antiguos príncipes, que ahora sirven al de Moscú, de los simples boyardos. De cinco boyardos al servicio de Iván III al principio de su reinado, se pasa a veintiuno al añadir a los príncipes de su corte.
Kniaz, por lo tanto pasa a ser el primer título de nobleza rusa propiamente hablando, puesto que ya no designa un soberano, sino un título en el seno de la clase noble, los boyardos. Algunos de ellos recibirán un título particular que refleja su función
- Boyardo servidor (Боярин и слуга - Boyarin i sluga) : aparece hacia 1562. Es la clase más alta de boyardo. Son los primeros consejeros de Moscú, todos los antiguos grandes príncipes fueron incluidos en esta categoría.
- Boyardo armero (Боярин и оружейничий - Boyarin i oruzheinichi) : segunda clase de boyardos, dedicados al mando del ejército.
- Boyardo mariscal (Боярин и конюший - Boyarin i koniushi) : tercera clase de boyardos, "de los establos", al cargo de los sementales y las fincas del Estado.
- Boyardo chambelán (Боярин и дворецкий - Boyarin i dvoretski) : la clase más baja de boyardos, dedicada a los asuntos gubernamentales

El título hace referencia evidentemente al cabeza de familia, que detenta efectivamente el título de boyardo, pero igualmente a su familia. Por tanto boyardo denomina tanto al título como a la clase nobiliaria rusa de esta época. Iván III les obliga a servir en el ejército del principado. Como contrapartida, están autorizados a representar al príncipe a actuar en su nombre.

#### Los cosacos
Los cosacos disponen de un sistema nobiliario propio rudimentario heredado a la vez de los polacos y del Kanato y fuertemente influenciado por el carácter marcial de su sociedad.
La población cosaca está dividida en sich, que se corresponden con un pueblo y sus alrededores. A la cabeza de cada sich se halla un atamán ("jefe"), que es elegido entre los oficiales. En general, el poder del atamán se transmite de generación en generación, ya que los puestos de oficial cosacos estaban reservados a las grandes familias.
La nobleza cosaca es una clase de la población que comprende generalmente a los oficiales superiores, a los atamanes vigentes y sus familias, es decir a toda persona susceptible de ser atamán en un momento u otro.

#### Zar y sus derivados
En 1533, el poder de los boyardos de Rusia estaba en lo más alto, pues al ser el Iván IV, hijo de Basilio III, demasiado joven para reinar, es el consejo de regencia, compuesto por los boyardos más influyentes del principado, el que gobierna en su lugar. Es la edad de oro de los boyardos.
En ese momento solo existen dos títulos nobiliarios: príncipe y boyardo. El inicio del reinado de Iván IV verá aparecer profundos cambios en la nobleza. En aquel momento, el territorio del antiguo Kanato es integrado al principado moscovita, que controla desde entonces la mayor parte del futuro Imperio ruso de los siglos XVIII y XIX. El funcionamiento feudal del Estado se extiende a todo el territorio.
Controlando todos los vestigios de la antigua Rus de Kiev, Iván IV se hará consagrar en 1547 zar (царь, tsar), y más precisamente, "zar de todas las Rusias". En realidad, el título de zar había sido utilizado ya en el reinado de Iván III, pero en privado. Iván IV lo oficializa y añade "de todas las Rusias", por su voluntad de indicar que su nuevo imperio es la reunión de todos los Rus',la histórica -la de Kiev-, la de Galitzia y la moscovita.
El título de zar no es aún sinónimo del título de emperador de Rusia en sentido estricto. Deriva del título latino de Cæsar (césar) y es una referencia no al Imperio ruso, sino a la noción de herencia del Imperio bizantino y de los césares bizantinos.
Del título de zar derivan toda una serie de títulos nobiliarios, organizando un poco más a la nobleza rusa: Tsaritsa (Царица), válido tanto para la mujer del zar como en el caso de una mujer reinante; Tsesarévich (Цесаревич/primer hijo del zar), el heredero del trono, también es considerado gran príncipe de Moscú, en la época no tenía porqué ser el hijo mayor; Tsesarevna (Цесаревна), usado para denominar a una heredera o para la mujer del tsesarévich; Tsarévich (Царевич/hijo del zar), que designa a todo miembro masculino de la familia del zar -en sentido amplio a todos los descendientes-; y Tsarevna (Царевна), forma femenina de tsarévich o mujer de un tsarévich.
Así el escalafón jerárquico de la nobleza quedaba de esta manera:
Tsar / Tsaritsa, Tsesarévich / tsesarevna, Tsarévich / tsarevna, Boyardos Kniaz, Boyardos servidores, Boyardos armeros, Boyardos mariscal, Boyardos chambelán.

### La nobleza en elsigloXVI
Además de la aparición de nuevos títulos ligados a la familia reinante, la vida de la nobleza se organiza. Desde el principio, el número de familias de boyardos, que era de alrededor de 38 a principios del reinado de Iván IV, pasa a 48. Esta multiplicación de los puestos de boyardos no es una marca de confianza del nuevo zar con la nobleza. Al contrario, es señal de la voluntad de atenuar el poder de aquellos que le intentaron asesinar cuando era joven.
Un nuevo título de boyardo aparece, служилые люди по отечеству (sluzhilie lioudi po otetchestvou), que se sitúa en la jerarquía por encima del boyardo servidor y permite a los príncipes participar en la Duma de los Boyardos, una especie de consejo privado del príncipe.
Los boyardos igualmente pierden influencia económica, pues Iván IV sitúa en los puestos claves a individuos que no han salido de las familias boyarda, creando así la primera burguesía rusa. Por el contrario, ganan en reconocimiento a través del Zemski Sobor, la asamblea de la tierra, primer parlamento ruso, en un Estado aún fuertemente marcado por el feudalismo, y compuesto únicamente por boyardos a decidir sobre las grandes cuestiones.
Con el tiempo, los boyardos perderan igualmente influencia en las sobor con la llegada de los altos miembros del clero y de los altos representantes de la burguesía comerciante del Imperio.
Iván IV atenúa también de manera importante el papel local de los boyardos suavizando el feudalismo y dando mayores poderes a los gobiernos locales, compuestos generalmente por plebeyos.

### La nobleza en elsigloXVII

#### Los primeros Románov

##### Miguel I
La sucesión de Iván IV fue un duro golpe para los boyardos, cuyo número cayó a 25 de media hasta la llegada del primer falso Dmitri (41 boyardos), en beneficio de los burgueses, y luego pasa a 30 de media.
A la llegada al trono de la dinastía Románov, por medio de Miguel I Románov, muchas de las familias boyardas de origen habían desaparecido, y el zar ennobleció a numerosos burgueses. Asimismo creó a los dvorianie, es decir la nobleza propiamente dicha, que es una clase social que comprende a la vez a los boyardos y a los nuevos ennoblecidos (que no tenían entonces ningún título).
Por el mismo tiempo, el Estado cosaco se organiza alrededor de un Hetmanato, dirigido por el hetman, y que federa a la mayor parte de los atamanes de Ucrania. El zar pierde influencia en estos territorios.

##### Alejo I
Primer zar Románov criado en el Kremlin, Alejo I apoya su poder sobre los boyardos y principalmente sobre los sobor que son regularmente convocados. En el territorio de lo que será la Ucrania moderna, el Hetmanato presenta dificultades y será dividido en dos, la parte occidental en manos de Polonia y la parte oriental a Rusia. Se da una política de rusificación de los cosacos por la admisión de algunos jefes cosacos en la dvorianie.

##### Teodoro III
El reinado de Teodoro III ve la disolución de los últimos poderes de los boyardos, el derecho de precedencia en las altas funciones del Estado para los boyardos, el mestnitchestvo (местничество) es abolido, a pesar de que el primer consejero del zar sea un boyardo. La reciente dvorianie toma entonces ventaja sobre los boyardos, que se convertirán en una clase prácticamente honorífica.

### La nobleza en elsigloXVIII

#### El reinado de Pedro I
Pedro I llega al poder en 1682 pero debe compartir el poder con su medio-hermano Iván V durante doce años. Caso único en Rusia, marcará la política de los sucesores de Pedro. Este acontecimiento permite a los boyardos recuperar todos sus poderes. Como Luis XIV, desde que Pedro toma efectivamente el poder en solitario en 1694, decide hacer de los boyardos una aristocracia, próxima al poder, prestigiosa, pero privada de todo poder real.
Para conseguirlo, crea la Tabla de Rangos (табель о рангах) o Chin. Consistente en catorce rangos, jerarquiza el conjunto de los cargos civiles y militares del Imperio. El décimo cuarto rango era el más bajo (estudiante, soldado, etc.), mientras que el primero era el más alto (mariscal de campo, canciller). Para los civiles, el octavo rango confería el derecho a entrar en la dvorianie y el quinto rango confería la nobleza hereditaria. Para los militares, los rangos eran un poco más elevados para entrar en la dvorianie y la nobleza hereditaria. El ascenso al tercer rango se realizaba como los funcionarios de hoy, según los reglamentos de cada cuerpo. Los dos primeros rangos eran nombrados por el zar. No era raro que los titulares de estos dos últimos rangos recibieran el título de príncipe.
Muy influido por Francia, instaura asimismo la Orden de San Andrés, a semejanza de la Orden del Espíritu Santo, que confiere automáticamente la nobleza a su receptor. Por tanto, la nobleza ya no es solo hereditaria, sino que se puede obtener por el mérito. El poder hereditario de los boyardos quedó debilitado, hasta tal punto que la mayor parte de los grandes dignatarios del Estado ya no pertenecen a esa clase.
Pedro I autoriza asimismo los tratamientos nobiliarios, desconocidos hasta entonces en Rusia: Величество (Velichestvo, "Majestad, reservado al zar y su esposa) y Сиятельный (siatelnei/siatelsvo, Ilustrísima, reservado a los príncipes.
Deseando debilitar aún más el poder de los boyardos, pero sin la posibilidad de crear nuevos príncipes, Pedro introdujo el título de conde. Este título, inicialmente no era concedido por el zar, sino por el intermediario del Sacro Imperio Romano Germánico. El título de conde ruso se añade al apellido de aquel que lo lleva, sin referencia a un territorio, es un título personal. Inicialmente se reserva a las familias más antiguas de la dvorianie, aquellas raras familias elegidas que llegaban al segundo o primer rango de la tabla.
El reinado de Pedro I es igualmente la época del fin de los privilegios económicos de los boyardos, principalmente por la instauración del impuesto sobre la barba. Los boyardos, muy ortodoxos, estaban muy unidos a sus barbas, señal de su cercanía a lo divino. Juzgando que esta práctica era arcaica, Pedro I y su nueva corte no la llevan, de modo que se convierte en el signo distintivo de los boyardos. Pedro pone un impuesto sobre la barba que, en realidad, solo afecta a los boyardos. La nobleza no está exenta del pago de impuestos, pero, hasta Pedro, no existían un impuesto específico para esta clase.
Contrariamente a la idea general, Pedro I no abolió oficialmente la clase de los boyardos, pero sus órdenes y prerrogativas fueron transferidos a la dvorianie por medio del sistema de la Tabla de Rangos. Por ello, la clase de los boyardos cesa de existir como tal para fundirse en la conocida como nobleza imperial rusa. El golpe más duro será la disolución de la Duma de los Boyardos, reemplazada por el Senado Gobernante (compuesto por nueve miembros).

#### 1721 - 1741

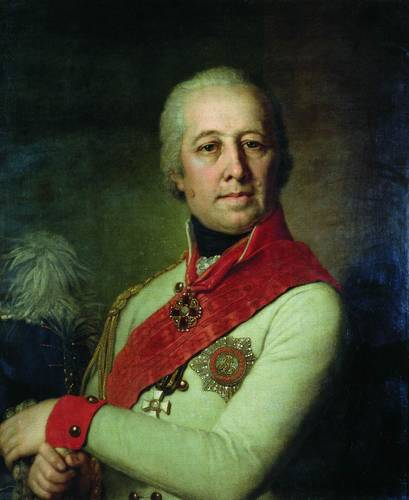
Vladímir Borovikovski, Iván Dunin. 1801. Galería Tretiakov. Dunin lleva en el pecho la Orden de San Alejandro Nevski.

Este periodo, que sigue al reinado de Pedro I está marcado por el declive del poder imperial y el refuerzo de la nobleza rusa. El Senado gana en importancia lo que los zares pierden en poder. El apogeo de este declive de poder imperial se dará bajo Ana I. El Imperio se proclama en 1721. Hasta entonces no se habla oficialmente de imperio, sino de Zarato.
La nobleza continúa organizada según la Tabla de Rangos y los títulos no tienen aún demasiada importancia. Se distinguen cuatro niveles diferentes: príncipe-boyardo (prácticamente no utilizado, familias principescas soberanas antes de Iván III, está por encima de los demás títulos); príncipe (prácticamente no distinguido en el habla con el anterior, designa a nuevos príncipes, ennoblecidos por un zar); conde (título intermedio entre la nobleza no titulada y los grandes nobles del Imperio, apreciado por los zares y con buena reputación pues solían recibirlo grandes servidores del Estado); y la nobleza no titulada. Esta última es más compleja: reúne a las familias nobles no tituladas así como a la nueva nobleza de servicio, salida de la Tabla de Rangos. Dentro de esta clase, existe una jerarquía marcada por la Tabla, y no son hereditarios.
Existe la teoría de que la herencia de Pedro habría convertid a la nobleza rusa en una nobleza de servicio. En realidad, no ha hecho más que acentuar una antigua tendencia. Los boyardos hacía tiempo que estaban ligados a una obligación de servicio, la Tabla de Rangos había organizado una verdadera competencia en el servicio del Estado, sobre todo entre los servidores del Estado y entre las diferentes ramas de la administración (civil y militar). El principal aporte de Pedro y sus sucesores es el haber abierto la nobleza al resto de la población y haber prácticamente suprimido sobre el papel el principio de herencia. En teoría, todo ciudadano del Imperio podía convertirse en noble, en la realidad, las cosas no funcionaban así.
Pedro I había instituido la idea, sin hacerla ley, de la herencia conferida por la Tabla debía ser confirmada en la generación siguiente. Es decir que el hijo de un coronel, por ejemplo, era automáticamente noble (por tener su padre nobleza hereditaria), pero para conservarla y transmitirla a su vez, debía él entrar al servicio del Estado y merecer esa nobleza hereditaria. Desde su muerte, el poder de la nobleza creció, y esta tradición es rápidamente abandonada.
Igualmente, los estudios civiles (de medicina o el profesorado, por ejemplo) no estaban abiertos a toda la población, y la posibilidad de ascenso en el seno de la Tabla de Rangos acababa siendo una cuestión de dinero, y, por lo tanto, un privilegio de una casta. Esta situación favorecerá situaciones complejas. Los rangos de la Tabla funcionaron por sí mismos como si de títulos se tratara, y los grados militares fueron considerados en ocasiones como hereditarios.
Catalina I introdujo una nueva orden de caballería, la Orden de San Alejandro Nevski, reservada a los más altos servidores del Estado. No ennoblecía, pero se debía ser noble para recibirla. En 1741, un golpe de Estado militar organizado por la nobleza pone en dificultades el poder imperial expulsando del trono al joven Iván VI.

#### Isabel I: inicio de afrancesamiento
Llegada al poder en 1741, Isabel I hereda una nobleza particularmente poderosa y difícil de controlar. Isabel es la hija de Pedro I, y de él hereda la francofilia de su padre. Continuando con la occidentalización de la nobleza, principalmente siguiendo el modelo de Versalles, la zarina desde el principio retira la mayor parte de las prerrogativas de Estado de la nobleza, principalmente su obligación de servicio. En contrapartida les concede el control exclusivo de las tierras habitadas por siervos. Solo un noble podía entonces explotar una tierra con siervos, lo que reforzaba el poder local de la nobleza, mientras les privaba de influencia sobre el gobierno autocrático del Imperio.
Por lo tanto, hay un retorno a la nobleza de los orígenes, feudal, ligada a la tierra y una desintegración de la nobleza de servicio tan querida por Pedro I. Sin embargo, como ocurre a menudo en la historia rusa, estas medidas no tendrían efecto más que sobre el papel. El Senado Gobernante ganaría importancia, convirtiéndose en el órgano administrativo y legislativo supremo. El número de sus miembros aumenta considerablemente, para convertirla en una verdadera cámara legislativa.
Los títulos tienden a occidentalizarse y sobre todo, a afrancesarse. Pedro I había deseado, como Iván III ligarse a la herencia romana y había consagrado la utilización del término latino imperator en lugar de zar. Pero el uso de este título no se extendió más que a ciertos documentos oficiales, permaneciendo en vigor el término zar.
Isabel, continuando la obra de su padre, impone el uso de "emperador" y "emperatriz" en lugar de zar y zarina, que serán de uso oficial hasta la caída del Imperio en 1917. A pesar de todos los esfuerzos de Isabel y sus sucesores, emperador y emperatriz jamás fueron de uso corriente entre los rusos, por razones principalmente lingüísticas y de la importancia de la tradición oral en un país donde la mayor parte de la población era analfabeta, por lo que perduró el término tradicional de las lenguas eslavas. La corte tomará, sin embargo, el ejemplo de la emperatriz y el francés se impondrá poco a poco como lengua de los cortesanos. Los tratamientos comienzan asimismo a afrancesarse y aparecerán los tratamientos de majestad y de alteza imperial para la familia del emperador.

#### Pedro III y Catalina II
Pedro III, sobrino de Isabel I y por tanto nieto de Pedro I abrió una nueva rama de la familia imperial rusa, los Holstein-Gottorp, de origen germánico, que reanuda el nombre de Románov. Pedro III contrajo matrimonio con otra alemana, Catalina de Anhalt-Zerbst, futura Catalina II, conocida como Catalina la Grande.
Pedro III tenía una personalidad inestable u Catalina se acerca poco a poco a la nobleza, entre la que según los historiadores tenía numerosos amantes, de los cuales algunos han resultado célebres. La nobleza se afrancesa un poco más y se apasiona por las intrigas de palacio. Dos clanes se forman entre los nobles, que apoyan a cada uno de los cónyuges. Pedro III toma una doncella de la familia noble de los Vorontsov en lo que algunos ven como un reemplazo de Catalina. Esta se alía con poderosas familias nobles, como los Orlov o los Panin.
En enero de 1762, tras la muerte de Isabel, el Ejército Imperial se ha impuesto en toda Europa y lleva a cabo una campaña victoriosa contra Prusia (pese al llamado Milagro de la Casa de Brandeburgo) en el contexto de la Guerra de los Siete Años, y Rusia se mostró como una de las principales potencias. Por su parte, Pedro, alemán y poco amante de Rusia, decide poner fin a las hostilidades y devolver todos los territorios conquistados sin contrapartida, lo que enfurecerá al ejército ruso, y en consecuencia a la nobleza, sobre todo a las familias más antiguas. Sus partidarios en el seno de la nobleza cada vez eran más raros y muchos cambiaron de bando hacia el de Catalina.
Pedro III acabó por dictar un ukaz que obligaba a su ejército a vestirse con uniformes prusianos, lo que acabará por ponerle en contra a la nobleza de espada. Pretendió obligar asimismo a los sacerdotes a cortarse la barba y a vestirse como protestantes. Hizo retirar los iconos y confiscó tierras al clero ortodoxo que repartiría entre sus pocos partidarios nobles. Sin embargo, no osó a abrogar el ukaz respecto al servicio perpetuo de la nobleza, que habría inevitablemente despertado las iras de la corte imperial.
Pedro III no estaba interesado en Rusia, su único interés era su ducado de Holstein, por el que planeó iniciar una guerra con Dinamarca. Percibiendo el ascendiente de Catalina sobre la nobleza, le asigna como residencia en Peterhof, lo que acaba por irritar a la franja más favorable a Catalina entre los nobles. Ayudada por los Orlov y los Panin, marcha sobre San Petersburgo, donde el clero y el Senado la aclaman triunfalmente como emperatriz. Pedro III fue obligado a abdicar y murió asesinado en julio de 1762, probablemente por Grigori Orlov. Su reinado no duró más que unos pocos meses.
Catalina II asciende al trono con el apoyo de la nobleza, que se ha convertido para entonces en una nobleza a la francesa, más honorífica que otra cosa. Catalina emprende numerosas campañas de expansión para contentar así a la nobleza de espada. Igualmente lleva a cabo nuevas disposiciones para reforzar de nuevo el poder de la nobleza, que obtiene el derecho de presentar peticiones a la emperatriz. Refuerza a los poderes locales y el poder de la nobleza sobre los siervos.
El reinado de Catalina II fue la edad de oro de la nobleza, que recuperó sus prerrogativas de antaño y un brillo desconocido hasta entonces. Pero paradójicamente y pese a todos los esfuerzos de modernidad, la emperatriz refuerza el sistema feudal y el empobrecimiento de los siervos, la economía se basa desde entonces en la casi esclavitud de gran parte de la población. La nobleza y los gobernadores locales consiguen esconder esta realidad a la emperatriz, incluso construyendo pueblos ficticios, los pueblos Potiomkin. El abismo entre la nobleza y el resto del pueblo nunca fue tan grande como bajo Catalina II, así como entre el poder y el resto del pueblo. Rusia se adentra en la autocracia, con un poder imperial autoritario, regulado por numerosos asesinatos.
Desde Catalina II, los budistas consideran a los emperadores de Rusia como la reencarnación de su predecesor (Catalina admitió el budismo entre las religiones del Estado). A pesar de que los dirigentes de todas las Rusias no han sido nunca dirigentes por derecho divino, a partir de Catalina el papel de los emperadores toma un lugar más importante en el seno del clero.

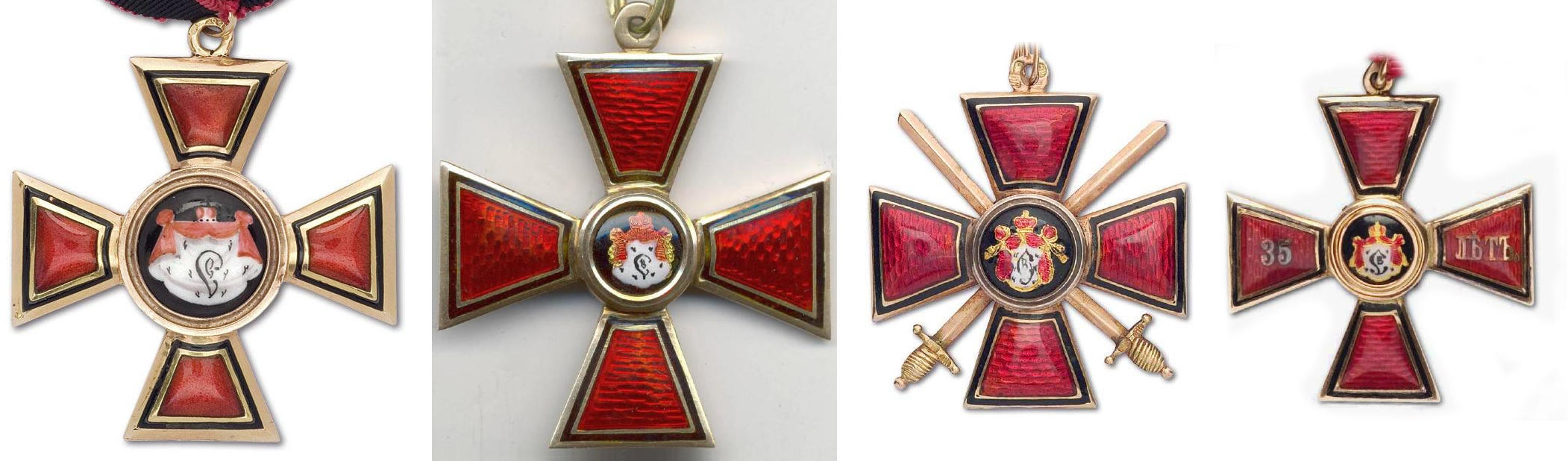
Orden de San Vladímir.

Catalina II creó la Orden de San Vladímir, a la vez civil y militar, que recompensaba los méritos de los más eminentes súbditos del Imperio y consistía de cuatro clases. Tenía la particularidad, como la Orden de San Andrés de ennoblecer automáticamente al receptor.
En su reinado se introdujo el título de barón, extremadamente raro en Rusia. Solo se concede 34 veces hasta 1917.
Respecto a los tratamientos, Catalina introduce: Majestad Imperial y Alteza Imperial, así como Alteza Ilustrísima o, raramente, Serenísima (en caso de príncipes). Catalina falleció en 1796.

### La nobleza en lossigloXIXyXX

#### Pablo I
Pablo I detestaba a su madre, Catalina II, que había querido desplazarle de la herencia al trono en favor de Alejandro, su nieto. Por ello, el reinado de Pablo está marcado por una oposición total a la política de su madre, especialmente en lo relativo a la nobleza.
Publicó 2 000 actas debilitando a la nobleza, restableciendo las obligaciones de servicio, principalmente las militares, la posibilidad de castigos corporales y el knut para los nobles. Limitó igualmente la servidumbre y excluye casi sistemáticamente a la nobleza del funcionamiento del Estado, prefiriendo el aparato burocrático.
Decretará un ukaz, inédito hasta entonces en Rusia, que reforma la sucesión al trono ruso. Desde Pedro I la ley de sucesión dejaba al monarca la libre designación de su sucesor, hombre o mujer, independientemente de su grado de parentesco e incluso sin él. Esta ley, surgida de una larga tradición que se remontaba a los primeros grandes príncipes, permetería a Catalina el tratar de descartar a Pablo del trono. Por ello, este instaurará la primogenitura masculina en el trono de Rusia.
Este ukaz tuvo un doble efecto. El primero es impedir al emperador la elección de su sucesor, el segundo es el de limitar las posibilidades de las mujeres de ascender al trono. Si el ascenso de las mujeres al trono de Rusia no se pone en cuestión, la descendencia femenina es relegada al segundo plano, los hombres eran prioritarios. El papel de las mujeres se reduce a la regulación de las crisis dinásticas.
Pablo I producirá mucho descontento entre la nobleza. No se sabe si este descontento tuvo que ver con su asesinato por un grupo de aristócratas en marzo de 1801. Es bajo Pablo I cuando se compilaron los cinco primeros volúmenes del Armorial general de la nobleza del Imperio ruso, cuyo objeto era catalogar las armas de la mayoría de las familias de la nobleza (ukaz del 20 de enero de 1797), La compilación continuó volumen tras volumen hasta la desaparición del Imperio.

#### Alejandro I y Nicolás I

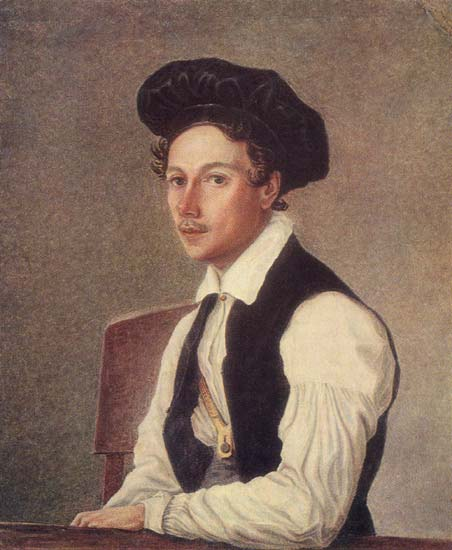
Mijaíl Pávlovich Bestúzhev-Riumin, uno de los decembristas.

Alejandro I sucedería finalmente a su padre. Reformador liberal, intenta constitucionalizar el Imperio. Para lograrlo, concede un derecho de entrada al Senado, que ve el número de sus miembros aumentar. El Senado se convierte desde entonces en el órgano principal de control del Estado. A la vez corte legislativa y corte judicial superior, sus miembros eran parte de los más poderosos personajes del Estado. Aunque estaba controlado por la alta nobleza, los efectos de la Tabla de Rangos, reforzada por Alejandro, introdujeron progresivamente la nobleza de servicio en el seno del senado. Igualmente establece el Consejo de Estado y el Consejo de Ministros, encargados de ayudar al emperador en la gestión de los asuntos, anticipando la emergencia de un gobierno estable y más liberal que el antiguo consejo privado.
Favoreció igualmente la emancipación de los siervos (únicamente en los países bálticos) y el fin del feudalismo. Criado a la francesa, continúa con el afrancesamiento de la nobleza, el título de conde pasa de derivar del alemán graf para tomar su equivalente francés. El título de príncipe fue definitivamente sustituido por el de kniaz. La nobleza se convierte teóricamente en honorífica, pero en realidad continúa a la cabeza del Estado.
En 1825 Alejandro muere, y es su hermano menor, Nicolás quien asciende al trono. Criado durante los problemas de la Revolución Francesa y las guerras napoleónicas, conserva cierto odio por el liberalismo. Por ello, restablece la autocracia, retirando al Senado sus poderes. Basa su política en la autocracia y la fidelidad a la religión ortodoxa.
La revuelta decembrista de 1825 acentuó las tendencias autocráticas del emperador, que llevó a cabo una política muy represiva, basada en la disciplina militar. Relegó las instituciones existentes a un segundo plano, apoyándose sobre sus consejeros privados y sobre la nobleza, sobre todo la alta nobleza, que acaparó el poder. Nicolás intentó poner fin a la servidumbre, pero su voluntad de apoyarse en la nobleza y no en la burocracia le obliga a detener sus deseos de reforma. Muere en 1855, dejando detrás de él una Rusia de nuevo en manos de la alta nobleza y como siempre en gran medida sumida en el principio del feudalismo.

#### Alejandro II y Alejandro III
Alejandro II asciende al trono en 1855 y emprende desde la década de 1860 vastas reformas liberales. Se produce la abolición de la servidumbre en Rusia, y con ella los principales poderes de la nobleza. La tierra, que hasta entonces pertenecía a los nobles, es dividida entre los propietarios y los nuevos súbditos rurales libres. No obstante, esta redistribución no es gratuita. Ya que el Estado va a adelantar la sumas a los propietarios nobles, los campesinos deben pagar la tierra en 49 anualidades, lo que reduce el número de campesinos que desean comprando la tierra que trabajan. A pesar de ser libres, la mayor parte permanecen sometidos a la autoridad del propietario del terreno.
En 1864, el poder de la nobleza en las provincias es abolido. Se implantan asambleas elegidas por sufragio indirecto, que cuentan con un poder extenso sobre la educación, la economía y los asuntos civiles. Estas asambleas están lejos del ideal democrático, pero es la primera vez que una franja importante de la población es llamada a la gestión de los asuntos del Estado.
La nobleza, que ya no tiene poder en las provincias, se refugia de nuevo en la carrera en la Tabla de Rangos. Sus reformas, a menudo juzgadas como muy tímidas por el pueblo y rechazadas por la nobleza, así como el endurecimiento del régimen imperial y el retorno a la autocracia a consecuencia de las revueltas en los territorios periféricos, como Polonia, harían que sufriera varios intentos de asesinato, el último de los cuales, en 1885, será fatal.
Alejandro III, segundo hijo de Alejandro II, accede al trono en 1885. Se halla políticamente en el lado opuesto a su padre y su abuelo: autoritario y hosco, restablece el título de emperador y autócrata de todas las Rusias, por aquel entonces abandonado. Conmocionado por el asesinato de su padre, pone fin a todas las reformas desde el momento de su llegada al trono.
La nobleza se rasga las vestiduras, la nobleza de servicio, principalmente surgida de la Tabla de Rangos y de la burocracia, toma parte por las reformas, la alta nobleza terrateniente e inmemorial se sitúa del lado de la autocracia, al igual que el emperador. Limitará los efectos de las reformas de su padre, estableciendo un sufragio censitario para las asambleas provinciales, favoreciendo a la nobleza terrateniente (normalmente la más antigua). Se lanza una política de rusificación y se abandona progresivamente el afrancesamiento de la corte, en provecho de los antiguos títulos rusos, o equivalentes creados especialmente.

#### El fin de la monarquía

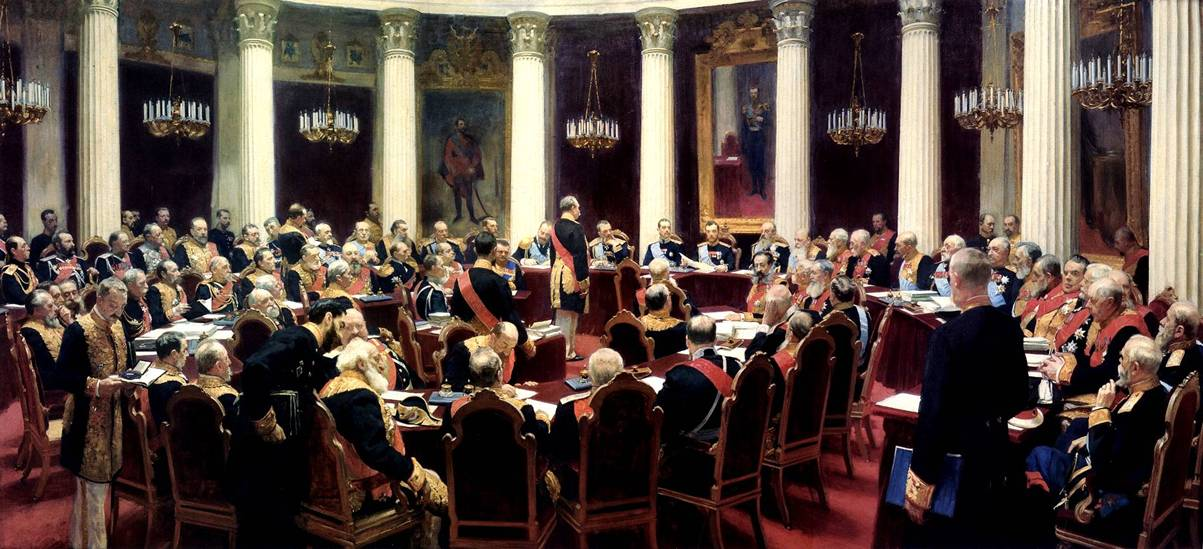
Iliá Repin, Sesión Ceremonial del Consejo de Estado del 7 de mayo de 1901, en conmemoración del centenario de su fundación. 1903. Museo Ruso.

En 1894, Alejandro muere y su hijo Nicolás II sube al trono. Será el último emperador de Rusia. Continuó con el restablecimiento de la autocracia, pero su mujer, la zarina Alejandra Fiódorovna Románova, puritana, quería alejarse de la aristocracia. La familia imperial se refugia siempre que puede en Tsárskoye Seló, provocando las iras de la nobleza.
La revuelta sacude el Imperio, el poder de la nobleza sobre los campesinos supuestamente libres hace estallar numerosas revueltas, la más importante la de 1905. Varios partidos explotan el descontento del pueblo. La nobleza ya no apoya al zar, que enferma en Tsárskoye Seló. La presencia del monje Rasputin junto a la familia imperial termina por irritar a los últimos nobles que apoyaban aún a la familia imperial.
En 1905, se instituye una Duma Imperial, elegida por sufragio semiuniversal que será la cámara baja del Parlamento, mientras que la alta será el senado. La nobleza comienza a perder también terreno, pero conserva algunas prerrogativas.
En 1915 aparecerán los primeros problemas graves en el país, que alcanzará su paroxismo en 1917. En febrero, el hambre se transforma en revolución, el zar debe abdicar bajo la presión del ejército, lo que lleva a cabo el 2 de marzo, en favor de Miguel Románov, que renunciaría a sus derechos sobre la corona. De esta manera el antiguo régimen es abolido, sus prerrogrativas, títulos y privilegios son abolidos por decreto del 11 de noviembre de 1917.
En 1918, Lenin y Trotski toman definitivamente el poder, y la situación se convierte en una guerra civil. Varias facciones se enfrentarán hasta 1924, fecha en el que las tropas del Movimiento Blanco, en el que hay monárquicos partidarios del regreso al zarismo, abandonan Rusia por Vladivostok.

#### La diáspora
A continuación de la revolución de octubre de 1917 y la guerra civil rusa, el poder soviético se extiende sobre toda Rusia. Los rusos blancos, entre los que se cuentan las familias nobles, los oficiales y los cosacos que permanecen en la Unión Soviética son perseguidos por el nuevo poder (terror rojo) y solo sobreviven huyendo o escondiendo su identidad.
En Europa, se refugian sobre todo en Francia, y también en Estados Unidos y Canadá. Acogidos como refugiados de guerra, generalmente, la mayor parte llegan a su país de acogida sin dinero. Si algunos pudieron llevar a cabo una vida mundana, como los Yusúpov, la mayor parte tuvo que empezar de cero.

#### La caída de la URSS
En 1991, a raíz de la disolución de la URSS, la represión sobre los antiguos rusos blancos (atenuada ya hacía veinte años), cesa. La mayor parte de las grandes familias rusas se desarrollaron en el país de acogida, de modo que sus descendientes habían perdido el uso de la lengua e incluso el deseo de regresar a un país por el que solo sienten desconfianza.
Con la liberalización de la Federación de Rusia y la aparición de la oligarquía capitalista, los nobles reaparecen en Rusia, fortalecidos con una nueva fortuna. Generalmente estos títulos son usurpados por la ausencia de leyes que encuadren a la nobleza, lo que favorece todo tipo de excesos.
Solo son considerado como nobles rusos, los descendientes legítimos de las familias censadas en el Armorial general de la nobleza del Imperio ruso (publicado hasta 1917) y/o miembros de caballería rusa (con la condición expresa de que el ancestro caballero haya obtenido de ese modo la nobleza hereditaria).

## Funcionamiento
El funcionamiento de la nobleza rusa difiere un poco de los usos franceses. Aquí solo son considerados los estatutos de nobleza que se registraron en el Tomo IX del Código de Leyes de la Rusia Imperial, y que fueron reformados de modo importante en 1721-22 (Pedro I), 1785 (Catalina II) y 1832 (Nicolás I).

### Transmisión de la nobleza
Se deben estudiar varios casos según el estamento de nobleza del padre y la generación. Se resumen aquí los más significativos.

#### Hijos legítimos[4]
- Matrimonio desigual
  - Padre miembro de la familia imperial: es el típico caso de matrimonio morganático, bastante raro y solamente atestiguado para los miembros masculinos de la familia imperial. Es imposible generalizar, en el caso de matrimonios por amor que involucren la nación, son tratados caso por caso: es el caso de los príncipes Yurevski, surgidos del matrimonio legítimo entre Alejandro II con la princesa Catalina Dolgorúkov, o de los príncipes Paléi, nacidos del matrimonio legítimo del gran-duque viudo Pablo Aleksándrovich y la divorciada Olga von Pistohlkors (nacida Karnóvich).
  - Madre perteneciente a la familia imperial o de alta calidad: casada con un plebeyo o con un noble no hereditario. Hay pocos casos conocidos, a los niños por lo menos se les concedía una ciudadanía honoraria hereditaria. Se perdería el apellido de la madre, pero no se conoce ningún caso bajo los Románov, los soberanos rechazaron de manera sistemática la concesión de nobleza en casos así,[5] con la lógica de la separación estricta entre la nobleza y los no nobles.
  - Se debe mencionar también el caso original de los príncipes (von) Lieven, cuyo título proviene de los méritos de la baronesa von Lieven (1742–1828), nacida condesa Charlotte von Gaugreben,[6] que fue ama de llaves de los príncipes imperiales Alejandro I y Nicolás I. Este último, una vez coronado, elevó a la "buena condesa" a la dignidad de princesa hereditaria el 22 de agosto de 1826, sin embargo no es un caso de "nobleza uterina", puesto que los Lieven era un linaje muy antiguo, surgido del príncipe Caupo de Treiben, muerto en 1217, el primer príncipe livón en convertirse al cristianismo (alrededor de 1191).
- Padre noble hereditario: la nobleza hereditaria, titulada o no, se transmitía a todos los frutos del matrimonio legítimo. Solo el estatuto del padre era considerado, y toda esposa legítima, aunque fuera de origen plebeyo, transmite la calidad de su esposo. Los hijos de una pareja legítima nacidos antes de la elevación de su padre a la nobleza hereditaria, la obtenían de pleno derecho. La transmisión eventual de un príncipe de la nobleza hereditaria extranjera podía ser considerada, en lo que toca al derecho del que procedía y que no concernía a Rusia. Así, un noble francés podía transmitir su estatus a sus hijos rusos legítimos, si la legislación de su país lo permitía, pero eso les privaba en todo caso de los derechos de nobleza rusa, a menos que su madre fuera noble rusa hereditaria.
- Padre con nobleza a título personal por la ley rusa: en 1832, este tipo de nobleza se asimila a la ciudadanía honoraria hereditaria, que heredan los frutos de una unión legítima.
- 4) Padre ciudadano honorario hereditario: en general, en este caso los niños mantenían el estatus paterno. Se podrían considerar excepciones si la madre fuera de calidad (nobleza uterina), pero las consultas debían someterse sistemáticamente al soberano, único responsable de la toma de decisiones en la materia, y tales autorizaciones eran casi inexistentes.

#### Hijos ilegítimos
- Hijos de un miembro de la familia imperial: algunas creaciones de apellidos y títulos, como el del conde Bobrinski, hijo de Catalina II y su favorito Grigori Orlov y del príncipe Olginski, hijo de Alejandro II y la condesa Olga Kalinovska. En general, la dinastía se decidía por la tradición, confiando la educación de sus hijos naturales a su madre (si no era noble hereditaria de nacimiento, se le concedía sin crear un título) o a un cortesano (de nobleza hereditaria) de confianza, que le transmite su nombre. Es el caso del almirante Yevgueni Alekséyev, hijo de Alejandro II, que recibió incluso el patrónimo Ivánovich de su padrastro Iván Alekséyev en vez de Aleksándrovich del zar, como claro símbolo de su desclasamiento.
- Hijos de un padre noble: hasta 1832, los hijos naturales no conservaban ni el título, ni el nombre ni el estatus de su padre. Considerados como nobles de título personal, eran generalmente confiados, a menudo con un subsidio económico, a un amigo o pariente, que les transmitía su nombre. Es el caso del poeta Vasili Zhukovski, protector y amigo de Pushkin, que había nacido Vasili Bunin (su padre era el noble Afanasi Bunin). Obtendrá la nobleza hereditaria por sus servicios a Nicolás I. A partir de 1832, pasan automáticamente al estamento de ciudadano honorario hereditario. Es el caso del compositor Aleksandr Borodín, hijo de un príncipe georgiano de la familia Guedevanishvili y de una cantinera y adoptado por una pareja de sirvientes del príncipe, los Borodín, de quienes toma el nombre.

### Transmisión de los títulos

#### Título asociado a una calidad
La calidad de príncipe o de princesa seguía la regla francesa. En el caso del matrimonio legítimo de una princesa con una persona de rango inferior (con o sin título), mantiene su calidad y su título.
La calidad de noble se indica en las armas por una corona de caballero. Esta calidad y este título no tienen validez actualmente, salvo en las armas. Como la princesa, la persona de calidad mantiene su estatus (y título) incluso en caso de matrimonio con un no noble, pero no lo transmite.

#### Título no asociado a una cualidad
La regla de base es la transmisión a todos los miembros legítimos de la familia, el título no corresponde a un feudo sino a la clasificación de la familia en la jerarquía nobiliaria, muy estricta desde Pedro I. De ese modo, Sofía Ivánovna, hija del conde Iván Bogdánovich Nxxx se llamará condesa Sofía Nxxx. Pero únicamente el jefe de familia llevará el título desnudo: en este caso, conde Nxxx.
El título de barón se transmite como el de conde.

#### Precedencia
Aunque ya no se practica, la regla dice que en una asamblea de nobles rusos, solo se denomina según su rango al de título más alto, y entre personas del mismo rango, al de mayor edad. Los antiguos tratamientos, estipulados en la Tabla de rangos del Imperio ruso, no son empleados en la actualidad.

## Origen de las familias
Las principales familias de la nobleza rusa remontan sus orígenes a las antiguas dinastías que han reinado sobre el territorio del antiguo Imperio ruso o de los boyardos rusos o de origen polaco o alemán.
La dinastía principal es la Rúrikovich, descendiente de Rúrik, fundador de Rusia. De ella surgen las familias Volkonski, Obolenski, Shuiski, Beloselsky-Belozersky, Dolgorúkov, Martynov, Davydov, Jilkov, Repnin, Tatishchev, Bariatinski, Genskowsky, Gorchákov, Ivanov,  Gagarin o Putiatin.
Las otras grandes dinastías son las de Gediminas de la que surgen las familias Bulgákov, Golitsin, Shchirinski-Schijmatov, Kurakin, Jovanski, Trubetskói, Mstislavski, Belski y Volynski (familias que generalmente fueron soberanas de principados del Ducado lituano, poco a poco integradas en los principados rusos), y de Gengis Kan, de la que surgen los Rostopchin, Mescherski, Bakunin, Speshniev, Verderewski, etc.
Estas tres grandes dinastías constituyen el núcleo esencial de la aristocracia imperial. Muchas otras familias de la nobleza rusa remontan sus orígenes a lejanos ancestros polacos (Bunin), tártaros (Balashov), germánicos (Pushkin), finlandeses, lituanos (Lieven), suizos, franceses (sobre todo después del siglo XVIII) y británicos (Bestúzhev y Lermóntov). El llevar títulos extranjeros, particularmente del Sacro Imperio fue generalmente tolerado e incluso animado por la corte imperial. Por ello no es raro, al inicio de la reforma de los estatutos de nobleza por Pedro I, que las familias de origen ruso llevaran sus títulos germánicos. Estos títulos serían reemplazados por títulos locales, concedidos por los soberanos rusos, ellos mismos príncipes del Sacro Imperio. Numerosas familias nobles germánicas se instalaron en Rusia y sirvieron fielmente al Imperio desde el siglo XVIII, convirtiéndose en miembros de la nobleza imperial rusa.
Tampoco hay que olvidar los orígenes cosacos de algunas familias nobles. La mayor parte de los atamanes, se convertirían en nobles y serían convenientemente intitulados por los zares (como los Razumovski). Con el ascenso de la burocracia en el siglo XIX, no era raro hallar cosacos en el seno de la administración y matrimonios entre cosacos y la más alta nobleza, favoreciendo la emergencia de una aristocracia cosaca.
Finalmente, el ennoblecimiento casi sistemático de los altos cuadros de la administración y del ejército (Tabla de Rangos) permitió a los Románov constituir una numerosa nobleza de servicio, compuesta tanto por rusos como por extranjeros -holandeses, italianos, alemanes, suizos y franceses, sobre todo- que llegaron a probar la aventura en el Imperio.

## Principales familias nobles
Las familias mencionadas aquí abajo están clasificadas por orden alfabético. No constituyen la totalidad de la nobleza rusa, sino solamente una fracción representativa de ella y de su papel histórico. Sus armas fueron catalogadas en el Armorial general de la nobleza del Imperio ruso.
Ocurre a menudo que un mismo nombre escrito originalmente en alfabeto cirílico posee varias transliteraciones en el latino, diferencias particularmente frecuentes entre las transcripciones anglófonas y francófonas (las que ha seguido con frecuencia el castellano). Las normas de romanización del ruso han variado según las épocas. Por ejemplo, en francés, las sílabas finales en -eff u -off se transformaron en -ev y -ov en la década de 1930. La costumbre ha conservado la antigua transcripción en algunos de estos casos, citados desde hace mucho tiempo en obras literarias e históricas.
Por otro lado, existen numerosas homonimias entre los apellidos y lugares en la antigua Rusia, debido a que los siervos tomaban con frecuencia el nombre de su "amo".
|  | - Andrónikov - Apraksin - Bajmetev - Bariatinski - Beloselski-Belozersk - Belski - Benckendorff (Benkendorf) - Bestúzhev (Bestoucheff) - Bibikov - Bobrinski (Bobrinsky, Bobrinskoy, Bobrinskói) - Borodeski (Borodaewsky) - Borozdin - Bulgákov - Sheremétiev (Cheremetieff, Cheremetev, en inglés : Sheremetev) - Shuiski (en inglés : Shuiski) - Shuválov (Schouwalov, Schouwaloff, en inglés : Shuvalov) - Shcherbátov - Demidoff - Davydov (Davidov, Davidoff) - Dolgorúkov (Dolgorouki, Dolgoroucki) - Durnovo - Engelhardt - Evreinov - Gagarin - Glebov - Golitsin (Galitzine) - Golovin - Golovnin - Gorchákov - Garoyánovich (Karoyan) - Guriev - Ignatiev (Ignatieff, en inglés : Ignatyev) - Istomin - Jilkov - Jovanski - Karimov y Hosk - Kochubéi (en inglés : Kochubey) - Kurakin (en inglés : Kurakin) - Leuchtenberg - Levachov - Lieven - Lopujin (en inglés : Lopukhin) - Lvov - Martynov - Maksútov (en inglés : Maksutov) - Matvéyev (Matveïeff, en inglés : Matveyev) - Ménshikov - Miloslavski | - Mordvínov - Muraviov (Mouraviev, en francés: Mouravieff, en inglés : Muravyov) - Mstislavski - Musine-Pushkin - Nabókov (Nabokoff) - Naryshkin (en inglés : Naryshkin) - Obolenski - Obolenski-Leperovich - Osterman (Ostermann) - Ostrogradski - Pahlen - Paléi - Panin - Poliakoff - Poutiatin - Razumovski - Repnin - Románov - Rostopchin - Rumiántsev (Romanzov) - Saltykov - Schirinski-Schijmatov - Solomin - Sumarokov-Elston - Suvarov (Souvorov, Souwarow) - Spasky - Stróganov (Stroganov, Stroganoff) - Tatishchev - Chernychev - Tolstói - Trojachev - Trubetskói (Troubetskoï) - Wassilieff - Vasilchikov (Wassiltchikoff) - Volkonski (Volkonski, Wolkonsky) - Volynski - Voronov (Woronoff) - Vorontsov (Vorontzoff, Worontzow) - Wiazemsky - Youssoupoff (Ioussoupov) - Zinoviev - Zúbov |